# Zytglogge Verlag
Der Zytglogge Verlag [ˈtsitˌɡlɔkə] ist ein Schweizer Verlag.

## Geschichte
Der Verlag wurde 1965 in Bern von Hugo Ramseyer und Rolf Attenhofer im damaligen Theater am Zytglogge gegründet. Er entstand im Umfeld der Berner Kleintheaterszene und veröffentlichte zunächst Schallplatten der lokalen Liedermacher, den sogenannten Berner Troubadours, und ab 1968 die Kabarettprogramme von Emil Steinberger.

## Programm
Das Programm ist breit gefächert und umfasst Neuere Schweizer Literatur (etwa Gerhard Meier und Martin Liechti, aber auch Beni Thurnheer und Gisela Widmer), Mundartliteratur (Ernst Burren, Edith Kammer), Sachbücher (Urs Frauchiger, Helmut Hubacher, Bruno Manser, Hans A. Pestalozzi, Ernst Sieber), Werkbücher für die Schule, Kinder- und Liederbücher (Linard Bardill, Lukas Hartmann, Peter Reber), Bild- und Comicbände und Tonträger (Franz Hohler, Mani Matter, Patent Ochsner und Stiller Has). Jedes Jahr werden rund 20 Bücher und 15 Tonträger herausgebracht.
Der Verlag ist seit 1969 als Aktiengesellschaft organisiert. Bis 2003 war der Verlagssitz in Gümligen bei Bern, danach in Oberhofen am Thunersee. Im August 2014 gab der Verlagsgründer bekannt, dass er Ende 2014 aufhören werde.
Die Schwabe Verlagsgruppe übernahm zum 1. Juli 2015 die Aktienmehrheit am Zytglogge Verlag, der unter dem bestehenden Namen weitergeführt wird. Der Verlagssitz wurde nach Basel verlegt.